# جرج دورلینگ
جرج دورلینگ (انگلیسی: George Dorling؛ ۲۷ ژوئیه ۱۹۱۸ – October 1987 (aged 69)) بازیکن فوتبال اهل بریتانیا بود.
از باشگاه‌هایی که در آن بازی کرده‌است می‌توان به باشگاه فوتبال گیلینگام، باشگاه فوتبال ابسفلیت یونایتد، و باشگاه فوتبال تاتنهام هاتسپر اشاره کرد.